# Masayuki Okano
Masayuki Okano (岡野 雅行 Okano Masayuki?,  25 de julio de 1972 en Yokohama, Kanagawa) es un exfutbolista japonés. Jugaba de centrocampista o delantero y su último club fue el Gainare Tottori de Japón.

## Selección nacional
Jugó 25 partidos y marcó 2 goles para la Selección de fútbol de Japón entre 1995 y 1999. Es el autor del "gol de oro" en la prórroga del partido de repesca de la eliminatoria asiática del mundial de Francia 1998 contra Irán, que metió a los "samuráis azules" por primera vez en un mundial de fútbol. Ha jugado contra Croacia su único partido en la Copa Mundial de la FIFA 1998.

## Clubes
| Club               | País      | Año         |
| ------------------ | --------- | ----------- |
| Urawa Red Diamonds | Japón     | 1996 - 2001 |
| Vissel Kobe        | Japón     | 2001 - 2003 |
| Urawa Red Diamonds | Japón     | 2004 - 2008 |
| Sun Pegasus FC     | Hong Kong | 2009        |
| Gainare Tottori    | Japón     | 2009 - 2013 |

## Estadísticas

### Selección nacional
Fuente:
| Selección de Japón | Selección de Japón | Selección de Japón |
| Año                | Part.              | Goles              |
| ------------------ | ------------------ | ------------------ |
| 1995               | 3                  | 0                  |
| 1996               | 11                 | 1                  |
| 1997               | 5                  | 1                  |
| 1998               | 5                  | 0                  |
| 1999               | 1                  | 0                  |
| Total              | 25                 | 2                  |

### Participaciones en fases finales
| Torneo                         | Sede           | Resultado        | Partidos | Goles |
| ------------------------------ | -------------- | ---------------- | -------- | ----- |
| Copa Rey Fahd 1995             | Arabia Saudita | Primera fase     | 0        | 0     |
| Copa Asiática 1996             | EAU            | Cuartos de final | 4        | 0     |
| Copa Mundial de Fútbol de 1998 | Francia        | Primera fase     | 1        | 0     |
| Copa América 1999              | Paraguay       | Primera fase     | 1        | 0     |

### Goles internacionales
| # | Fecha                   | Sede                                                         | Oponente | Gol | Resultado | Competición                                |
| - | ----------------------- | ------------------------------------------------------------ | -------- | --- | --------- | ------------------------------------------ |
| 1 | 25 de agosto de 1996    | Estadio Yanmar Nagai, Osaka, Japón                           | Uruguay  | 5-3 | 5-3       | Amistoso                                   |
| 2 | 16 de noviembre de 1997 | Estadio Tan Sri Dato Haji Hassan Yunos, Johor Bahru, Malasia | Irán     | 3-2 | 3-2       | Clasificación para la Copa Mundial de 1998 |

## Palmarés

### Campeonatos nacionales
| Título                | Club               | País  | Año  |
| --------------------- | ------------------ | ----- | ---- |
| Copa del Emperador    | Urawa Red Diamonds | Japón | 2005 |
| J. League Division 1  | Urawa Red Diamonds | Japón | 2006 |
| Copa del Emperador    | Urawa Red Diamonds | Japón | 2006 |
| Supercopa de Japón    | Urawa Red Diamonds | Japón | 2006 |
| Japan Football League | Gainare Tottori    | Japón | 2010 |

### Campeonatos internacionales
| Título                      | Club               | País  | Año  |
| --------------------------- | ------------------ | ----- | ---- |
| Liga de Campeones de la AFC | Urawa Red Diamonds | Japón | 2007 |

### Distinciones individuales
| Distinción                                        | Año  |
| ------------------------------------------------- | ---- |
| Once Ideal de la J. League Division 1             | 1996 |
| Premio al Juego Limpio de la J. League Division 1 | 1996 |